# Xanthosoma saguasense
Xanthosoma saguasense är en kallaväxtart som beskrevs av George Sydney Bunting. Xanthosoma saguasense ingår i släktet Xanthosoma och familjen kallaväxter.
Artens utbredningsområde är Venezuela. Inga underarter finns listade.